# Realsocialism
Ej att förväxla med socialrealism eller socialistisk realism som är estetiska konstbegrepp.
Realsocialism, även reellt existerande socialism eller utvecklad socialism (ryska: реальный социализм or развитой социализм), var ett ideologiskt slagord som fick en allmän spridning under Brezjnevs tid, främst i Östblocket och Sovjetunionen. Termen realsocialism användes i praktiken för skilja den från abstrakt, teoretisk socialism.
Begreppet anspelade på den typ av sovjetekonomisk planering som infördes i Östblocket vid den här tiden. Från 1960-talet och framåt gjorde länder som Polen, Östtyskland, Ungern, Tjeckoslovakien och Jugoslavien anspråk på att deras respektive politik var vad som ansågs vara reellt lönsam, kopplat till respektive lands produktionsnivå, även om den förda politiken i sig kanske inte var strikt i enlighet med ett marxistiskt produktionssätt.
Uttrycket realsocialism eller den reellt existerande socialismen användes 1977 av den östtyske socialistiske dissidenten Rudolf Bahro för att kritiskt särskilja  det samhällssystem som praktiserades i Sovjetunionen och liknande länder från det ekonomiska och sociala system som av Karl Marx benämnts socialism. Rent konkret syftar innebörden på den politik som fördes i socialismens eller kommunismens namn.